# Grażyna (voornaam)
Grażyna is een Poolse meisjesnaam. De naam werd bedacht door de Poolse dichter Adam Mickiewicz (1798-1855). Hij gaf de naam aan de hoofdpersoon van zijn gedicht 'Grażyna' uit 1823. De naam is afgeleid van het Litouwse adjectief gražus, wat 'mooi' en 'knap' betekent.
Als koosnaam, in de vorm van een verkleinwoord, bestaan de varianten Grasia, Grazia, Grażynka, Grażka, Grażusia. De Litouwse schrijfwijze is Gražina.
In de Poolse traditie zijn 1 april en 26 juli de naamdagen voor Grażyna.

## Bekende naamdragers
- Grażyna Bacewicz (1909-1969), Poolse componiste en violiste
- Grażyna Gęsicka (1951-2010), Poolse sociologe en politica
- Grażyna Rabsztyn (1952), Poolse hordeloopster
- Grażyna Wolszczak (1958), Poolse theater- en filmactrice
- Grażyna Zielińska (1952), Poolse actrice